# SLC2A9
SLC2A9 (تسميته مختصر لـ Solute carrier family 2 والتي تعني أسرة ناقل المذاب 2 وتسمى أيضا عضو ناقل الغلوكوز الميسر 9 (بالإنجليزية: facilitated glucose transporter member 9)‏) هو بروتين موجود في الإنسان ومشفر بالجين SLC2A9.
كما وجد أن SLC2A9 ينقل حمض اليوريك، كما أن متغيرا جينيا من الناقل مرتبط بزيادة نسب الإصابة بفرط حمض يوريك الدم والنقرس ومرض آلزهايمر.